# پالادیوم (قدیمی کلاسیک)

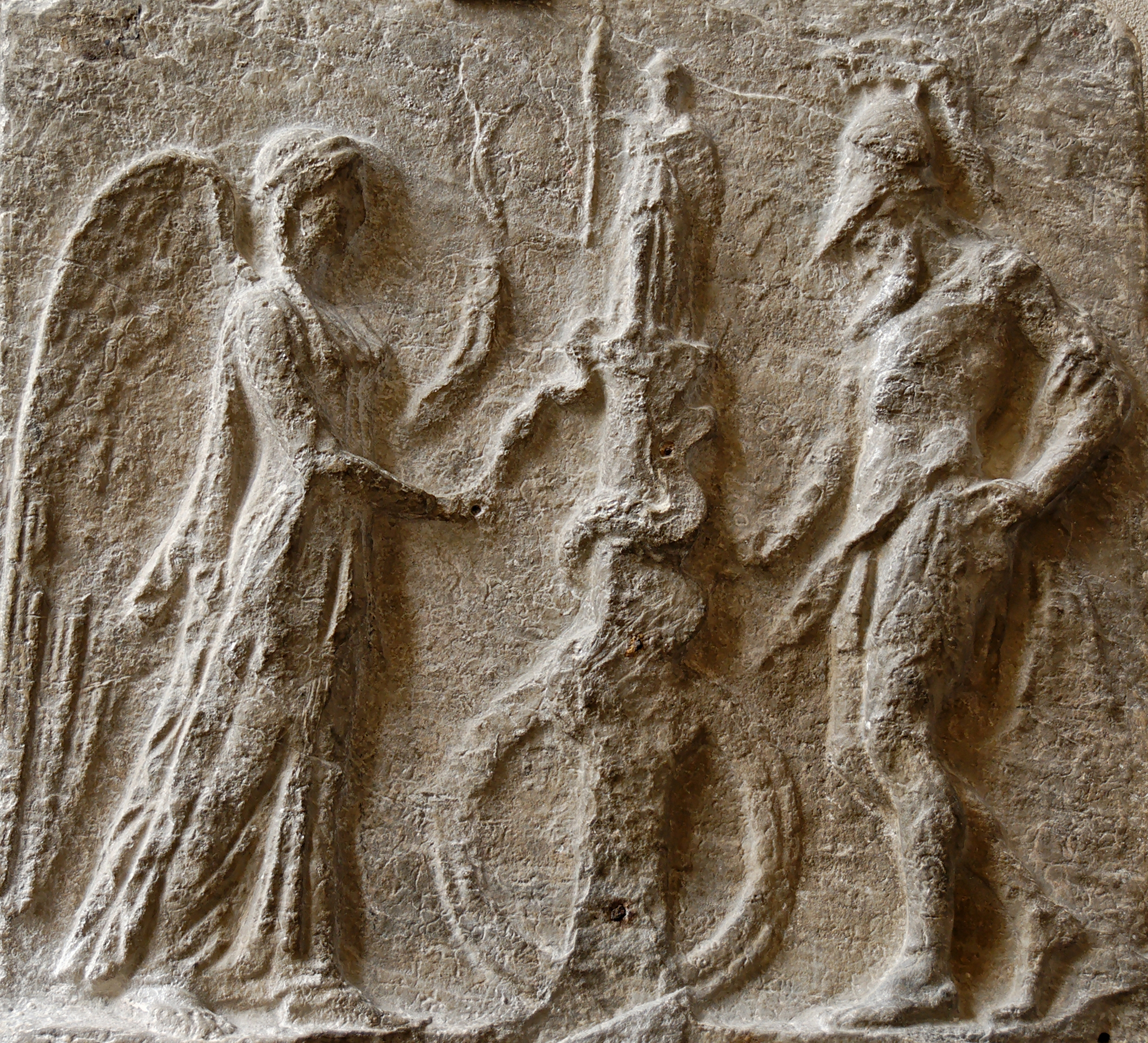
نیکه (پیروزی) تخمی را به یک مار می‌دهد که در اطراف ستونی است که پالادیوم تروآیی بر روی آن قرار گرفته‌است. نقش‌برجسته مرمری، کپی رومی از نسخه اصلی در اواخر قرن اول بعد از میلاد. این کپی پس از نسخه اصلی نئو-آتتیک که در دوران هلنیستی وجود داشت، ساخته شده‌است.

پالادیوم یا پالادیون (انگلیسی: Palladium) در اسطوره‌شناسی یونانی و اسطوره‌شناسی روم، (به یونانی Παλλάδιον (پالادیون)، یک تصویر آیینی با قدمت بسیار باستانی بود که گفته می‌شد ایمنی شهر تروآ و بعداً رم به آن وابسته است. پالادیوم اصل بخشی از اسطوره بنیادهای هر دو شهر تروآ و رم بود. پالادیوم یک تصویر چوبی از پالاس بود که یونان باستان او را با آتنا و روم او را با مینرو یکی می‌دانستند. گفته شده در جواب دعای ایلوس کسی که مؤسس شهر تروآ بود، پالادیوم از بهشت به زمین افتاد.
در جنگ تروآ یونانیان محاصره کننده دریافتند که نمی‌توانند شهر را در حالی که توسط آن محافظت می‌شود تصرف کنند و بنابراین اودیسئوس و دیومدس (پسر تودوئوس) قبل از تصرف شهر با نیرنگ اسب تروآ، آن را از قلعه تروآ دزدیدند. بر اساس مجموعه‌ای از افسانه‌های بعدی، پس از آن توسط آینیاس به مکان آینده رم منتقل شد، جایی که تصویر واقعی که بعید بود منشأ تروا داشته باشد، برای قرن‌ها در معبد وستا در فروم رم نگهداری می‌شد. و به عنوان یکی از نشانه‌ها یا تعهدات مقدس حکومت روم «(ایمپریوم)» در نظر گرفته می‌شود.
داستان رومی پالادیوم با کتاب انه‌اید اثر ویرژیل و آثار دیگر مرتبط است. رم برای چندین قرن دارای شیئی بود که به عنوان پالادیوم واقعی تلقی می‌شد. تقریباً در تمام این مدت تحت مراقبت باکره‌های وستال بود.